# Milton Caniff

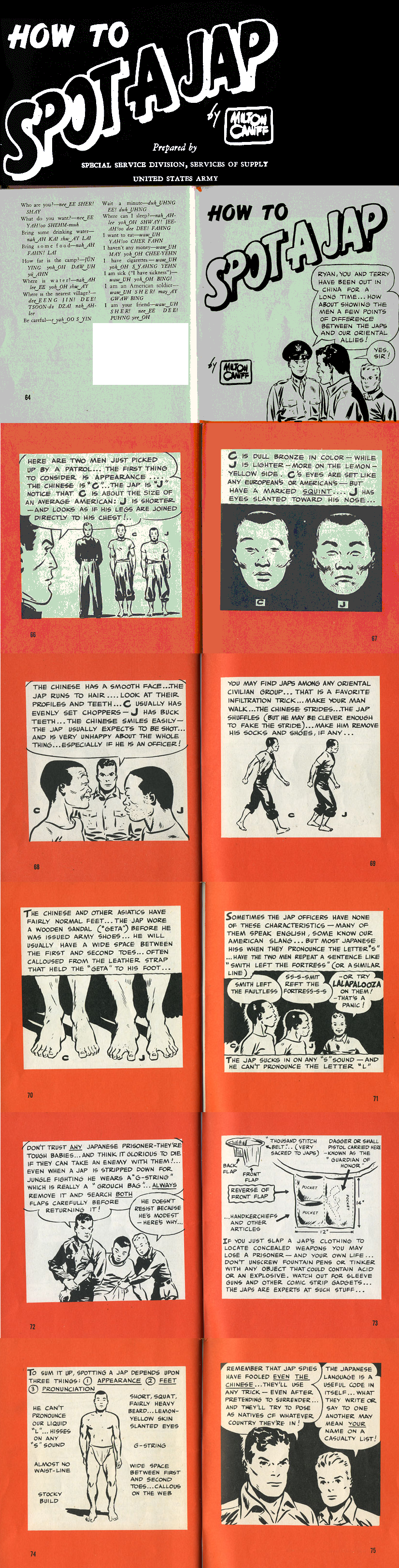
"How to Spot a Jab", propaganda uit de Tweede Wereldoorlog met tekeningen van Milton Caniff

Milton Arthur Paul Caniff (Hillsboro (Ohio), 28 februari 1907 – New York, 3 april 1988) was een Amerikaans striptekenaar. Hij werd vooral bekend met zijn strips Terry and the Pirates en Steve Canyon.

## Levensloop
Milton Caniff was nog een student aan de Ohio State University in Columbus toen in 1927 zijn eerste tekeningen verschenen in de plaatselijke krant The Columbus Dispatch. Hij werkte er naast de cartoonisten Billy Ireland en Dudley Fisher. Toen hij afstudeerde in 1930 kreeg hij een baan bij een krant, waarvoor hij cartoons en illustraties leverde over allerlei onderwerpen. Voor Associated Press maakte hij vanaf de zomer van 1933 de strip Dickie Dare, met de avonturen van de gelijknamige jongen die samen met de avonturier "Dynamite" Dan Flynn de wereld rondreist.
Van Joseph Patterson, de stichter van de New York Daily News, kreeg hij in 1934 het voorstel om een strip te tekenen voor diens krantensyndicaat. Dat werd Terry and the Pirates. Caniff stopte met Dickie Dare, dat voortgezet werd door Coulton Waugh, en verliet Associated Press.
Terry and the Pirates verscheen vanaf december 1934 en werd verdeeld door het Chicago Tribune-New York News Syndicate. Het was net als Dickie Dare een avonturenstrip rond een jongen die meereisde met een volwassen avonturier, Pat Ryan. De avonturen speelden zich ditmaal af in het mysterieuze Verre Oosten. Ten tijde van de Tweede Wereldoorlog was Terry oud genoeg om te dienen als piloot in de Army Air Force.
Milton Caniff tekende Terry and the Pirates gedurende 12 jaar. Tijdens de Tweede Wereldoorlog tekende Caniff, die om gezondheidsredenen niet onder de wapens was geroepen, als vrijwilliger talrijke posters voor het leger. Hij begon in oktober 1942 voor militaire kranten met een stripreeks afgeleid van Terry and the Pirates. Deze reeks draaide niet meer rond Terry maar rond de sexy blonde zelfverzekerde Burma, een nevenpersonage uit de strip. Na een klacht van de krant The Miami Herald dat deze gratis strip concurrentie betekende voor Terry and the Pirates, veranderde Caniff het hoofdpersonage in de mooie donkerharige en onschuldige Miss Lace, zowat in alles het tegenbeeld van Burma. De strip kreeg als titel Male Call. Deze strip, begonnen in januari 1943, liep tot enkele maanden na het einde van de oorlog.
Omdat Caniff de rechten niet bezat op Terry and the Pirates (die was het bezit van het News Syndicate) en hij daarmee niet verzekerd was van een vast inkomen, stapte hij in 1946 over naar Field Enterprises van Marshall Field, waarvoor hij een strip mocht tekenen waarvan hijzelf de volle eigenaar was. Dat werd Steve Canyon, die vanaf januari 1947 in verschillende kranten verscheen. Dat een striptekenaar eigenaar was van zijn eigen werk was toen groot nieuws; Caniff haalde zelfs de cover van Time Magazine van 13 januari 1947. Net als zijn vorige strip was dit een actiestrip met een militaire piloot als hoofdpersoon. Hoewel ze niet zo populair werd als Terry and the Pirates, liep Steve Canyon wel veel langer: Caniff tekende de strip tot aan zijn dood in 1988.

## Invloed en onderscheidingen
Milton Caniffs werk heeft vele striptekenaars geïnspireerd, zowel in Amerika (bijvoorbeeld Don Heck) als in Europa (bv. Jordi Bernet). Zijn strips waren van invloed op de reeks Buck Danny van Victor Hubinon en Jean-Michel Charlier. Pin-up, de reeks van Philippe Berthet en Yann die zich afspeelt tijdens de Tweede Wereldoorlog, is geïnspireerd op Male Call van Caniff.
Milton Caniff is in 1988 opgenomen in de Will Eisner Award Hall of Fame.
De Amerikaanse National Cartoonists Society heeft in 1994 de Milton Caniff Lifetime Achievement Award in het leven geroepen.